# Хан, Бернд
Бернд Хан (нем. Bernd Hahn, 16 ноября 1954, Эльбингероде, Саксония-Анхальт) — восточногерманский саночник, выступавший за сборную ГДР в середине 1970-х — начале 1980-х годов. Участник двух зимних Олимпийских игр, двукратный чемпион мира, многократный призёр европейского и национального первенств. Также известен как тренер, работавший со сборными Канады, Франции, Швеции и России.

## Биография
Бернд Хан родился 16 ноября 1954 года в городе Эльбингероде, федеральная земля Саксония-Анхальт. Активно заниматься санным спортом начал в начале 1970-х годов, вскоре прошёл отбор в национальную сборную и вместе с братом Ульрихом стал принимать участие в различных международных стартах, показывая довольно неплохие результаты. Так, на европейском первенстве 1973 года в Кёнигсзее выиграл серебряную медаль, а год спустя на чемпионате мира завоевал золото, приехав первым на той же трассе. В 1975 году пополнил медальную коллекцию бронзовой наградой с чемпионата Европы в итальянской Вальдаоре.
Благодаря череде удачных выступлений Хан удостоился права защищать честь страны на зимних Олимпийских играх 1976 года в Инсбруке, без проблем прошёл квалификацию, но в итоге показал только шестнадцатый результат. На чемпионате Европы 1978 года в шведском Хаммарстранде пополнил послужной список ещё одной серебряной медалью мужской парной программы, два года спустя на европейском первенстве в Вальдаоре вновь был вторым. Ездил соревноваться на Олимпиаду 1980 года в Лейк-Плэсид, планировал побороться здесь за призовые места, однако впоследствии оказался на четвёртой позиции. Последним крупным международным турниром для него стал чемпионат мира 1981 года в Хаммарстранде, где немец во второй раз в карьере стал чемпионом мира.
Конкуренция в сборной на тот момент сильно возросла, поэтому вскоре Бернд Хан принял решение уйти из санного спорта, уступив место молодым немецким саночникам. В период 1983—1992 работал тренером в команде Германии, позже с разным успехом тренировал сборные Канады, Франции и Швеции. В 2006 году заключил долгосрочный контракт с командой России, присоединившись к ней в качестве тренера-консультанта, отвечающего за работу на трассе и физическую подготовку. Хорошо владеет русским языком, поскольку изучал его ещё в школе.